# خليل بن إبراهيم سلامة البراهيم
خليل بن إبراهيم المعيقل البراهيم ( ولد 30 ديسمبر 1959)، مدير جامعة حائل السابق، وعضو سابق في مجلس الشورى السعودي (1426هـ - 1432هـ).

## التعليم
درس المراحل الأولية في مدينة سكاكا، ثم حصل على شهادة البكالريوس من جامعة الملك سعود 1403 هـ. درس مرحلة الماجستير والدكتوراه من جامعة درم في إنجلترا 1989.

## المناصب العامة
- مدير جامعة حائل من 21/8/1432هـ (يوليو 2011) إلى (أغسطس 2021).[1]
- عضو مجلس الشورى من تاريخ 3/3/1426هـ حتى 20/8/1432هـ

## الوظائف الأكاديمية
- معيد بقسم الآثار والمتاحف جامعة الملك سعود 1403 – 1404هـ .
- أستاذ مساعد بقسم الآثار والمتاحف جامعة الملك سعود 1409 – 1415هـ .
- أستاذ مشارك بقسم الآثار والمتاحف جامعة الملك سعود منذ 1415هـ .
- وكيل قسم الآثار والمتاحف 1412 – 1413هـ .
- رئيس قسم الآثار والمتاحف 6/10/1420 – 6/11/1424هـ .

## السيرة
عمل أستاذ مشارك بقسم الآثار والمتاحف جامعة الملك سعود منذ 1415هـ. وكان وكيل قسم الآثار والمتاحف 1412 – 1413هـ، ثم رئيس قسم الآثار والمتاحف 6/10/1420 – 6/11/1424هـ.
كان عضو مجلس الشورى من تاريخ 12 أبريل 2005 حتى 21 يوليو 2011. عين مديرا لجامعة حائل في 22 يوليو 2011.

## النشاط العلمي
- الإشراف على عدد من رسائل طلاب وطالبات الدراسات العليا بقسم الآثار والمتاحف.
- شارك في حفريات موقع الربذة الإسلامية – 1410هـ – 1415 هـ.
- أشرف على أعمال الحفر في موقع المابيات ( قرح ) العلا  الموسم الثاني 1426هـ.
- ناقش عدد من الرسائل العلمية في كل من جامعة الملك سعود وجامعة الملك عبد العزيز وكليات البنات بوزارة التربية والتعليم.

## العضويات
- عضو مجلس التعليم العالي.
- عضو مجلس إدارة المركز الوطني للقياس والتقويم.
- عضو مجلس منطقة حائل.
- عضو مجلس الهيئة العليا لتطوير منطقة حائل.
- عضو مجلس مركز البحوث بكلية الآداب 1413 – 1417هـ .
- عضو مجلس كلية الآداب – جامعة الملك سعود 1420 – 1424هـ
- عضو مجلس إدارة الجمعية السعودية للدراسات الأثرية 1415 – 1424هـ .
- أمين سر الجمعية السعودية للدراسات الأثرية 1415 – 1418هـ .
- عضو مؤسس في جمعية التاريخ والآثار لدول مجلس التعاون لدول الخليج العربي .
- عضو مؤسس في جمعية الآثاريين العرب وعضو مجلس إدارتها .
- عضو جمعية الدراسات العربية – لندن .
- عضو جمعية دراسات العصور الوسطى في الشرق الأوسط في الولايات المتحدة الأمريكية .

## الإنتاج العلمي

### الكتب
- Study Of The Archaeology Of Jawf Region ,king Fahad National Library Publication , Riyadh , 1994.
- الآثار والكتابات النبطية في منطقة الجوف، بالاشتراك مع د. سليمان الذيب 1417 هـ .
- عرائس المدن قصة التنمية العمرانية في المملكة العربية السعودية، بالاشتراك مع مجموعة من الباحثين، وزارة الشؤون البلدية والقروية 1419 هـ .
- بحوث في آثار منطقة الجوف – الرياض 1422 هـ.[3]